# Sam Groom
Samuel J. Groom (Columbus (Ohio), 13 juni 1938) is een Amerikaans acteur

## Biografie
Groom begon in 1963 met acteren in de televisieserie Armstrong Circle Theatre. Hierna heeft hij nog meerdere rollen gespeeld in televisieseries en films zoals The Edge of Night (1964), Dr. Simon Locke (1971-1974), Hill Street Blues (1983), Law & Order (1992-1999) en One Life to Live (2004-2005). Groom heeft ook eenmaal opgetreden op Broadway, in 2000 speelde hij de rol van mr. Dupar in het toneelstuk Taller Than a Dwarf.
Groom is van 1962 tot en met 1974 getrouwd geweest en heeft hieruit drie zonen. Van 1980 tot en met 1982 is Groom opnieuw getrouwd geweest met Suzanne Rogers. Groom geeft de laatste jaren les in acteren op HB Studios in New York.

## Filmografie

### Films
- 1984 More Than Murder – als Phillips
- 1983 Blood Feud – als John F. Kennedy
- 1982 Deadly Eyes – als Paul Harris
- 1982 Deadly Games – als Poger Lane
- 1981 The Day the Loving Stopped – als Bryan Forma
- 1979 Hanging by a Thread – als Paul Craig
- 1979 Institute for Revenge – als John Schroeder
- 1977 Sharon: Portrait of a Mistress – als Timothy
- 1977 Run for the Roses – als Jim
- 1976 Time Travelers – als dr. Clint Earnshaw
- 1975 Beyond the Bermuda Triangle – als Jed Horn
- 1975 The Space-Watch Murders – als ??
- 1974 Betrayal – als Jay
- 1970 The Baby Maker – als Jay Wilcox
- 1966 For Pete's Sake – als ??
- 1963 Act One – als David Starr

### Televisieseries
Uitgezonderd eenmalige gastrollen.
- 2004 – 2005 One Life to Live – als dr. Ted Bricker – 2 afl.
- 1985 Otherworld – als Hal Sterling – 8 afl.
- 1983 Hill Street Blues – als dr. Stuart – 2 afl.
- 1971 – 1974 Dr. Simon Locke – als dr. Somon Locke – 95 afl.
- 1966 - 1971 Another World - als dr. Russ Matthews - 8 afl.
- 1966 The Time Tunnel – als Jerry – 5 afl.
- 1965 Our Private World – als Thomas Eldridge – 16 afl.
- 1964 The Edge of Night – als Lee Pollock - ? afl.

- Bibliothèque nationale de France: cb14183654v (data)
- International Standard Name Identifier: 0000 0000 7841 3850
- Library of Congress Control Number: no2009133222
- Nationale Bibliotheek van Israël: 987007315836105171
- SNAC: w65z5zdw
- Virtual International Authority File: 96896858
- WorldCat: E39PBJjt7v7yVgFDfqXrFKRFrq